# Convolvulus filipes
Convolvulus filipes är en vindeväxtart som beskrevs av Isaac Bayley Balfour. Convolvulus filipes ingår i släktet vindor, och familjen vindeväxter. Inga underarter finns listade i Catalogue of Life.